# Campionati europei di orientamento
I Campionati europei di orientamento sono stati fondati nel 1962. È una manifestazione di orientamento che si svolge ogni due anni dal 2000. Originariamente c'erano due discipline, una individuale e l'altra a staffetta.
Gli eventi che si svolgono nei campionati europei attualmente sono i seguenti:
- La staffetta (di tre persone);
- La lunga distanza distanza;
- La middle distance;
- La sprint.

| Anno | Data                  | Luogo                | Risultati |
| ---- | --------------------- | -------------------- | --------- |
| 1962 | 22-23 settembre       | Løten, Norvegia      |           |
| 1964 | 26 - 27 settembre     | Le Brassus, Svizzera |           |
| 2000 | 30 giugno - 4 luglio  | Truskavec', Ucraina  |           |
| 2002 | 25 - 30 settembre     | Sümeg, Ungheria      |           |
| 2004 | 10 - 17 luglio        | Roskilde, Danimarca  |           |
| 2006 | 7 – 14 maggio         | Otepää, Estonia      |           |
| 2008 | 25 maggio - 1º giugno | Ventspils, Lettonia  |           |
| 2010 | 27 maggio - 6 giugno  | Primorsko, Bulgaria  |           |
| 2012 | 14 - 20 maggio        | Falun, Svezia        |           |

## Siti delle manifestazioni
- (EN) Campionati europei di orientamento del 2008 - Lettonia
- (EN) Campionati europei di orientamento del 2010 - Bulgaria
- (EN) Campionati europei di orientamento del 2012 - Svezia